# 琳达·克里斯塔尔
琳达·克里斯塔尔（西班牙語：Linda Cristal，1931年2月23日—2020年6月27日），女，阿根廷演员。曾获得金球奖剧情类剧集最佳女主角。